# 莱塞萨尔 (夏朗德省)
莱塞萨尔（法語：Les Essards，法語發音：[le.z‿ɛsaʁ] ⓘ）是法国夏朗德省的一个市镇，属于昂古莱姆区。

## 地理
莱塞萨尔（45°14'24"N, 0°7'0"E）面积8.98 平方千米，位于法国新阿基坦大区夏朗德省，该省份为法国西部内陆省份，北起德塞夫勒省和维埃纳省，东临上维埃纳省，东南至多尔多涅省，南至多爾多涅省，西接滨海夏朗德省。
与莱塞萨尔接壤的市镇（或旧市镇、城区）包括：博讷、鲁菲亚克、圣康坦德沙莱、圣罗曼、帕尔库勒-舍诺、圣欧莱-皮芒古。

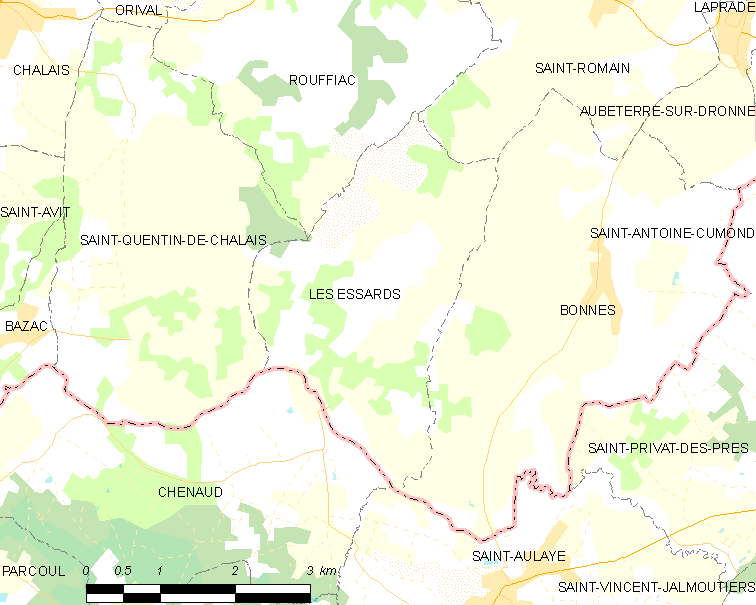
的OSM定位图

莱塞萨尔的时区为UTC+01:00、UTC+02:00（夏令时）。

## 行政
莱塞萨尔的邮政编码为16210，INSEE市镇编码为16130。

## 政治
莱塞萨尔所属的省级选区为蒂德-拉瓦莱特县。

## 人口

1962-2008年间人口变化图示

莱塞萨尔于2022年1月1日时的人口数量为178人。